# مستقبل كانابينويد
مستقبل الكانابينويد هو عضو من عائلة مستقبل مقترن بالبروتين ج ، أو المستقبل السباعي عبر الغشاء.و تم اكتشاف نوعين من من مستقبلات الكانابيويد ، مستقبل كانابينويد من النوع الأول (CB1) و مستقبل كانابينويد من النوع الثاني (CB2) و مستقبلات الكانابينويد هذه يتم تفعليها عن طريق ارتباطها بأحد الجزيئات الحيوية التالية :
- الكانابينويد الداخلي أو الإندوكانابينويد
- الكانابينويد التَخْليقِيّ
- الكانابينويد النباتي (ينتج من نبات قنب هندي)

## الاكتشاف
اكتشِفت مستقبلات الكانابينويد الموجودة في الدماغ من خلال دراسات مخبرية أُجريت في ثمانينات القرن العشرين، مع تحديد المستقبل بأنه مستقبل كانابينويد نمط 1 أو CB1. حُدِّد تسلسل الحمض النووي الريبوزي منقوص الأكسجين الذي يرمّز لمستقبل الكانابينويد المقترن بالبروتين ج في الدماغ البشري، واستنسخ عام 1990. T أدت هذه الاكتشافات إلى تحديد مستقبل كانابينويد ثانٍ عام 1993، وسُمِّي مستقبل كانابينويد نمط 2 أو CB2.
حُدِّدت خصائص أنانداميد (مشتق من «أناندا» وتعني بالسنسكريتية «لذة»)، وهو ناقل عصبي لجهاز كانابينويد داخلي محتمل في الدماغ والجهاز العصبي المحيطي، لأول مرة عام 1992، f تبع ذلك اكتشاف النواقل العصبية الأخرى ذات الحموض الدهنية التي تعمل عمل كانابينويدات داخلية، وتتراوح فعاليتها من منخفضة إلى مرتفعة فيما يخص تنبيه مستقبلات الكانابينويد من النوع الأول في الدماغ، ومستقبلات الكانابينويد من النوع الثاني في المحيط.

## مستقبل الكانابينويد من النوع الأول (CB1)
يُعتقَد أن مستقبل الكانابينويد من النوع الأول هو أحد أكثر المستقبلات المقترنة بالبروتين ج التي يُعَّبر عنها على نطاق واسع في الدماغ. إحدى آليات عملها هي كبح التثبيط المحرض بنزع الاستقطاب المتواسط بالكانابينويد الداخلي، وهي شكل شائع من الإشارات الرجعية، يحرض فيها نزع استقطاب عصبون واحد حدوث نقص في النقل العصبي المتواسط بحمض الغاما-أمينوبيوتيريك. ترتبط الكانابينويدات الداخلية المُتحرِّرة من العصبون بعد المشبك منزوع الاستقطاب بمستقبلات الكانابينويد من النمط الأول في العصبون قبل المشبك، وتسبب نقصًا في تحرر حمض الغاما-أمينوبيوتيريك نظرًا لدخول الكالسيوم المحدود إلى العصبون قبل المشبك.
توجد أيضًا في أجزاء أخرى من الجسم. على سبيل المثال، في الكبد، حيث من المعروف أن تفعيل مستقبل الكانابينويد من النمط الأول يزيد من تكون الشحم الجديد.

## مستقبل الكانابينويد من النوع الثاني (CB2)
يُعبَّر عن مستقبلات الكانابينويد من النمط الثاني بشكل أساسي على سطح الخلايا التائية التابعة لجهاز المناعة، وعلى سطح الخلايا البلعمية الكبيرة والخلايا البائية، وفي الخلايا المكونة للدم. تقوم بوظائف أيضًا في الخلايا الكيراتينية. يُعبَّر عنها أيضًا على النهايات العصبية المحيطية. تلعب هذه المستقبلات أيضًا دورًا في تسكين الألم أو تخفيفه. في الدماغ، يُعبَّر عنها بشكل أساسي بواسطة الخلايا الدبقية الصغيرة وما زال دورها مبهمًا. على الرغم من أن الأهداف الخلوية الأكثر احتمالًا ومنفذات التأثيرات المتواسطة بمستقبل الكانابينويد من النمط الثاني في الكانابينويدات الداخلية أو الشادات الصنعية هي الخلايا المناعية والمشتقة من المناعة (على سبيل المثال، الكريات البيضاء، وأنواع مختلفة من الخلايا التائية والبائية، والخلايا الوحيدة/الخلايا البلعمية الكبيرة، والخلايا المتغصنة، والخلايا البدينة، والخلايا الدبقية الصغيرة في الدماغ، وخلايا كوبفر في الكبد، والخلايا النجمية...إلخ)، عدد الأهداف الخلوية الأخرى المحتملة في تزايد، ويشمل في الوقت الحالي الخلايا العضلية الملساء والخلايا الظهارية، والأرومات الليفية ذات الأصول المختلفة، والخلايا العضلية القلبية، وعناصر عصبونية معينة في الجهازين العصبيين المحيطي والمركزي.